# Schrallen
Schrallen ist ein Gemeindeteil des Marktes Ottobeuren im oberschwäbischen Landkreis Unterallgäu.

## Geographie

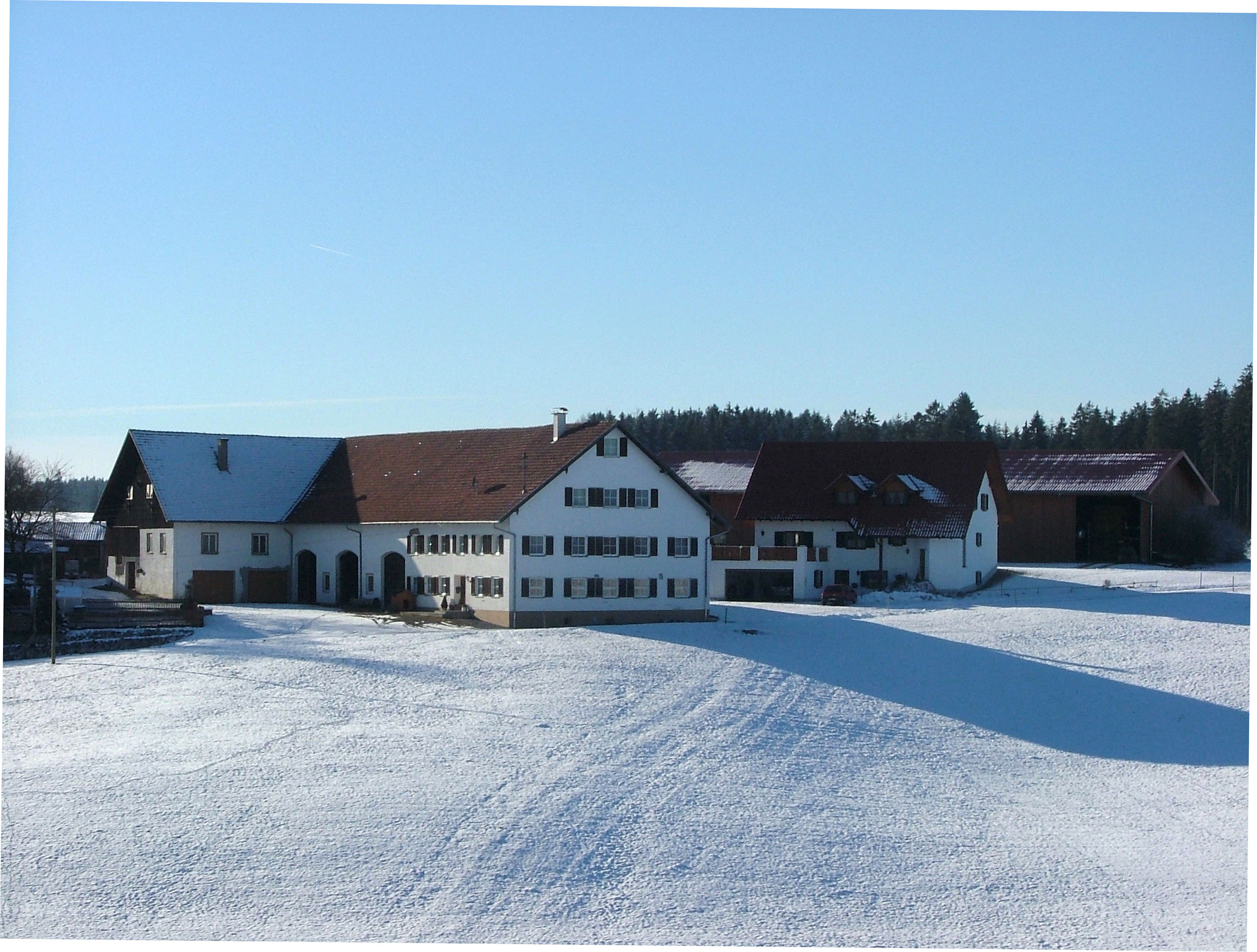
Schrallen bei Ottobeuren

Die Einöde Schrallen liegt etwa zwei Kilometer südlich von Ottobeuren. Der Ort ist durch die Kreisstraße MN 18 mit dem Hauptort verbunden. Bei Schrallen entspringt der Motzbach, ein linkes Nebengewässer der Westlichen Günz.

## Geschichte
Schrallen wurde früher auch „Hörlins“ genannt. 1564 lebten in der Einöde 22 Personen. Im Jahre 1811 hatte Schrallen 17 Einwohner in zwei Anwesen mit drei Feuerstätten. Bei der Volkszählung 1961 zählte der Ort neun Einwohner. Schrallen gehörte zur Gemeinde Haitzen und wurde mit dieser am 1. Januar 1972 im Zuge der Gebietsreform in Bayern in den Markt Ottobeuren eingegliedert.